# Jack of all trades
« Jack of all trades, master of none » (qui peut être traduit par "touche-à-tout, maître de rien") est une figure de style anglaise utilisée pour désigner une personne qui a expérimenté de nombreuses compétences, plutôt que d'acquérir une expertise en se concentrant sur une seule.
La version originale, « a jack of all trades », est souvent utilisée comme compliment pour une personne qui touche à tout et qui possède un bon niveau de connaissances générales. Ce sont des individus qui en savent beaucoup grâce à leurs nombreux métiers et/ou aux compétences acquises tout au long de leur vie, et qui sont en mesure de réunir les disciplines de manière pratique. Cette personne est généraliste plutôt que spécialiste.

## Origines
Robert Greene a utilisé l'expression « Johannes Factotum absolu » plutôt que « homme à tout faire » dans sa brochure de 1592 Greene's Groats-Worth of Wit ,  pour faire référence de manière dédaigneuse à l'acteur devenu dramaturge William Shakespeare ; il s'agit de la première mention publiée de Shakespeare.
Certains chercheurs pensent que Greene ne faisait pas référence à Shakespeare, mais à Johannes "Resolute" Florio, connu sous le nom de John Florio. Ils ont souligné que « Johannes » était la version latine de Jean (Giovanni), et le nom sous lequel Florio était connu parmi ses contemporains. On pense que le terme « absolu » est une rime pour le surnom utilisé par Gregorio dans sa signature (« résolu »), et le terme « factotum » est censé être utilisé comme un mot péjoratif pour le poste de secrétaire, le poste de John Florio,. 
En 1612, l'expression apparaît dans le livre « Essais et personnages d'une prison » de l'écrivain anglais Geffray Mynshul (Minshull), publié à l'origine en 1618, et est probablement basée sur l'expérience de l'auteur alors qu'il était détenu à Gray's Inn, à Londres, alors qu'il était emprisonné pour dettes[réf. nécessaire].

## «Maître de rien»
L'élément « maître de rien » semble avoir été ajouté à la fin du XVIIIe siècle ; il rendait la déclaration moins flatteuse pour la personne qui la recevait. Aujourd'hui, l'expression « Jack of all trades, master of none » décrit généralement une personne dont les connaissances, tout en couvrant un certain nombre de domaines, sont superficielles. Réduite à l'abréviation de « touche-à-tout », cette affirmation est ambiguë : l'intention de l'utilisateur dépend alors du contexte. Cependant, lorsque l'on ajoute (parfois en plaisantant) « maître de rien », cela n'est pas flatteur. Aux États-Unis et au Canada, l’expression est utilisée depuis 1721[réf. non conforme].  